# ウィリアム・クラーク (財務官)

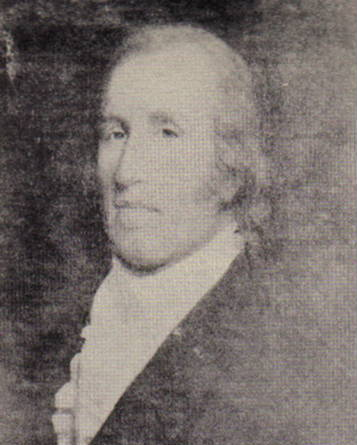
ウィリアム・クラーク

ウィリアム・クラーク（William Clark, 1774年2月18日 - 1851年3月28日）は、アメリカ合衆国の法学者、政治家。郡判事、ペンシルベニア州財務官、アメリカ合衆国財務官、およびアメリカ合衆国下院議員を務めた。

## 生涯
1774年、クラークはペンシルベニア州ドーフィンで生まれた。クラークはドーフィン郡の市民軍において1793年から1795年まで大尉を務めた。その後クラークは同州クロウフォード郡へ移り住み、1803年から1818年まで同郡の陪席判事を務めた。クラークはまた1812年の米英戦争にも参加した。
クラークは1818年から1821年までペンシルベニア州公有地管理局長官を務め、1821年から1827年までペンシルベニア州財務官を務めた。そして1828年から1829年までアメリカ合衆国財務官を務めたのち、アメリカ合衆国下院議員選挙に反フリーメイソンの候補として立候補した。クラークは第23回および第24回のアメリカ合衆国議会に参加し、その後1837年にはペンシルベニア州の憲法改正委員会のメンバーを務めた。
1851年、クラークはペンシルベニア州ドーフィンで死去した。クラークの遺体はドーフィンのイングリッシュ・プレスビテリアン墓地に埋葬された。